# Wehrmacht (banda)
Wehrmacht é uma banda de crossover thrash e hardcore formada em Portland, Oregon, em 1985. Depois de lançar dois álbuns em New Renaissance Records, a banda se separou. Mais tarde, os dois álbuns foram regravados em um CD. Apesar do nome da banda, eles não têm ideais nazistas.
Tito Matos e Marco Zorich formaram o Spazztic Blurr e Brian Lehfeldt foi para Cryptic Slaughter. Matos agora trabalha como DJ com o nome Mestizo69 e também continua como vocalista. Lehfeldt também tocou com Sweaty Nipples e excursionou com Everclear. Seus projetos mais recentes são Drumattica e Tri-polar. Shann Mortimer passou a tocas com os Nervous Christians e Bastard Children of the Roman Empire. Ele agora é um advogado de defesa criminal. John Duffy continuou tocando música, mais recentemente com a banda Kapuda.

## Membros
- Phillip "Tito" Matos - voz
- John Duffy - guitarra
- Marco "Sharko" Zorich - guitarra
- Shann Mortimer - baixo
- Brian Lehfeldt - bateria

## Discografia
- Shark Attack (1987)
- Biermacht (1989)